# Leila Ross Wilburn

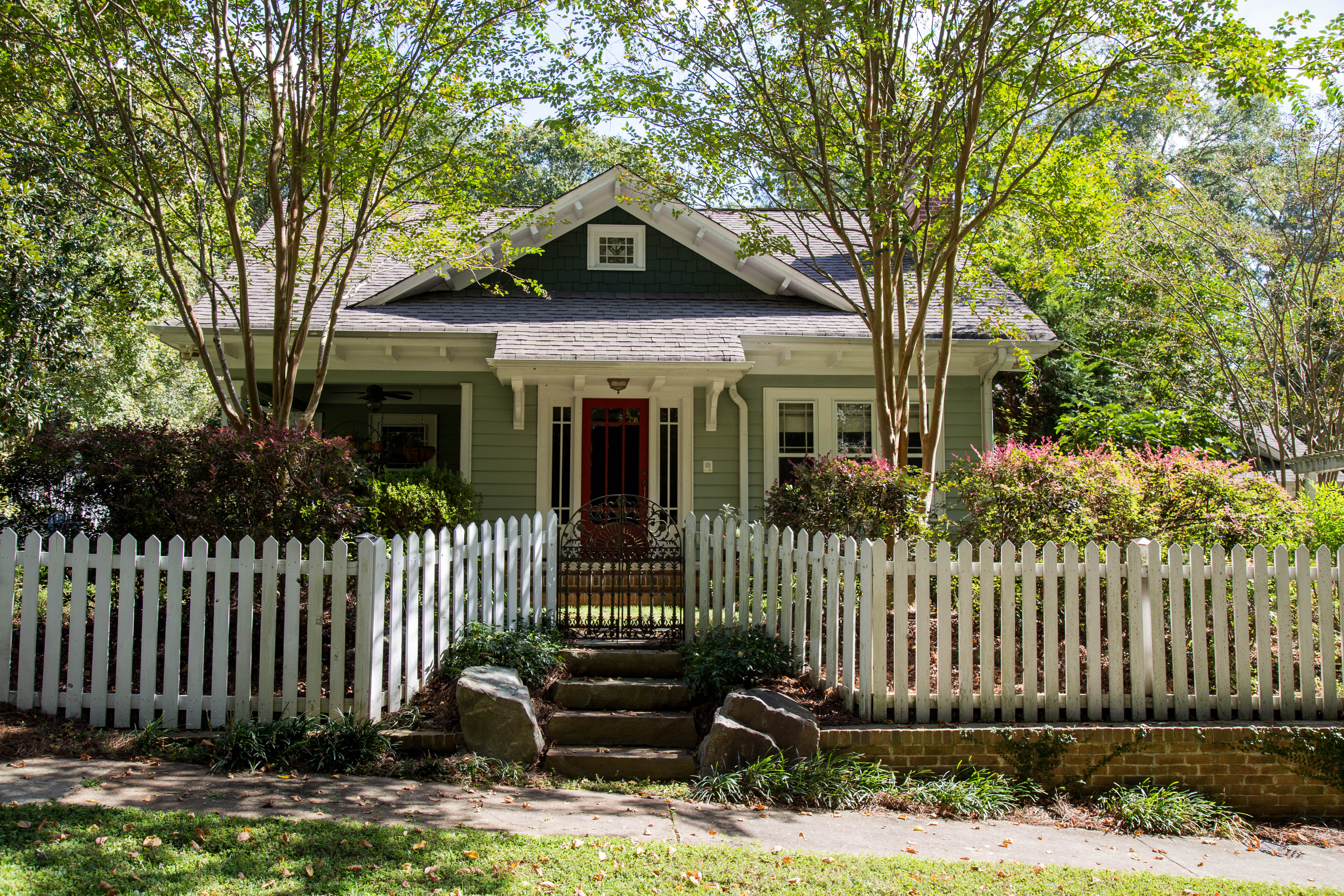
Collins Avenue Historic District. Dieses Gebäude ist entworfen von Leila Ross Wilburn und ist unter der Referenznummer 01000707 im National Register of Historic Places der Vereinigten Staaten verzeichnet

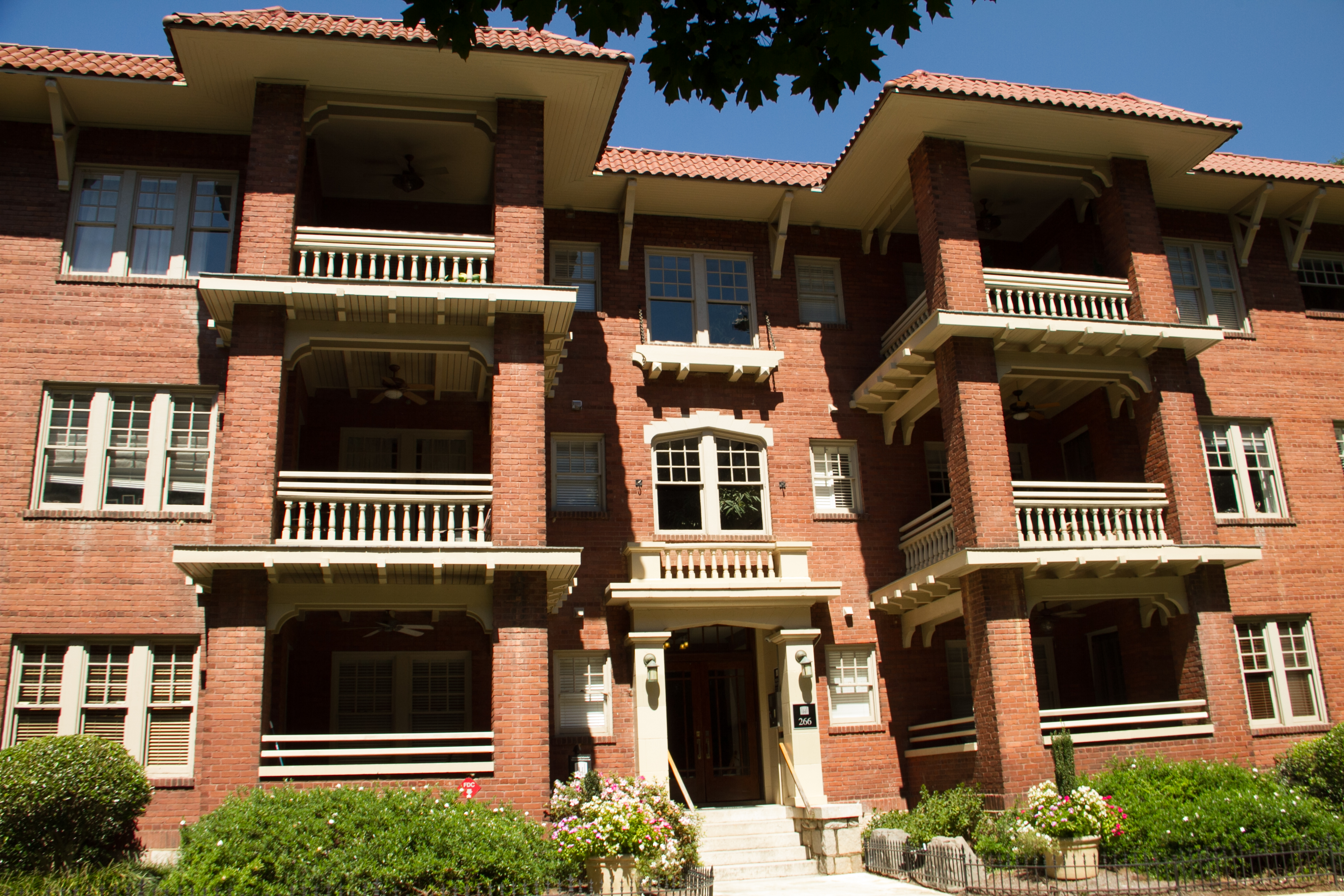
Piedmont Park Apartments, 266 11th St. Atlanta. Dieses Gebäude ist entworfen von Leila Ross Wilburn und ist im National Register of Historic Places der Vereinigten Staaten verzeichnet

 Leila Ross Wilburn  (* 18. November 1885 in Macon (Georgia); † 1967) war eine US-amerikanische  Architektin des frühen 20. Jahrhunderts. Sie war eine der ersten Frauen in Georgia, die diesen Beruf ausübte. Sie war mit Henrietta Cuttino Dozier eine von nur zwei Frauen, die 1920 als Architektin in Atlanta registriert wurden.

## Leben und Werk
Wilburn war das älteste von fünf Kindern von Leila Ada Ross und dem Buchhalter Joseph Gustavus Wilburn. Ihre Mutter hatte nach einem Abschluss 1871 am Wesleyan Female College an der Academy of Fine Arts in Philadelphia Kunst studiert. Die Familie zog zwischen 1884 und 1888 nach Atlanta und von 1902 bis 1904 besuchte Wilburn das Agnes-Scott-Institute (jetzt Agnes Scott College) in Decatur. Sie entwickelte ein starkes Interesse an Architektur und stellte Privatlehrer ein, die sie Architekturzeichnen lehrten. Mit 21 Jahren reiste sie mit einem Notizbuch und einer Kodak-Kamera, um den architektonischen Stil von Familienhäusern und der aufstrebenden Kunsthandwerksbewegung zu dokumentieren. Sie sammelte 5000 Fotografien von Häusern mit Designelementen, die sie als Architektin interessierten.
Nach der Rückkehr arbeitete sie als Auszubildende in der Firma Benjamin R. Padgett and Son in Atlanta. Mit 22 Jahren erhielt sie ihren ersten Auftrag für ein dreistöckiges Gebäude, 1906 arbeitete sie als Zeichnerin bei Benjamin R. Padgett and Son und 1908 eröffnete sie ihr eigenes Büro als Architektin. 1909 starb ihr Vater und sie war Hauptverdiener ihrer Mutter und ihrer jüngeren Geschwister.  Sie wurde eine der wegweisenden Architektinnen in den USA und sie bestand darauf, dass das Design und der Bau des amerikanischen Hauses nicht nur denen vorbehalten sein sollten, die sich einen Architekten leisten konnten. In einem halben Jahrhundert Arbeit hinterließ sie ein Vermächtnis von Häusern, Wohnungen und Geschäftsgebäuden im Südosten. Sie konzentrierte sich während ihrer gesamten Karriere auf Wohnarchitektur.
Wilburn knüpfte enge Beziehungen zu Auftragnehmern, Entwicklern, Maklern und Bauherren in Atlanta, einschließlich Randall Brothers. Als Gegenleistung für die Empfehlung der Baumaterialien von Randall Brothers erklärte sich das Unternehmen bereit, 1914 ihr erstes Planbuch, „Southern Homes and Bungalows“, zu veröffentlichen. Ihre Planbücher schlossen sich einer Tradition an, die in den 1880er Jahren vom Ladies Home Journal populär gemacht wurde, Pläne für Häuser zu moderaten Preisen zu veröffentlichen. Bauherren und Bauunternehmer in ganz Georgia verwendeten Wilburns Designbücher, und ihre Pläne wurden landesweit in Veröffentlichungen wie Ideal Homes of Today und Southern Homes vorgestellt.  Laut dem Architekturhistoriker Robert Craig wurden ihre Pläne in Atlanta und Georgia weit verbreitet, wo es mehr Häuser von Wilburn gibt als von jedem anderen Architekten aus irgendeiner Zeit. Sie entwarf mindestens 80 Häuser, 20 Wohnhäuser und 24 Maisonetten in Atlanta.
Viele der Häuser im MAK Historic District in Decatur wurden ebenfalls von ihr entworfen. Das MAK-Viertel bewahrt viele der von Wilburn entworfenen Häuser und zeigt hervorragende Beispiele für Häuser, die in den ersten drei Jahrzehnten des 20. Jahrhunderts beliebt waren. Wilburn-Häuser sind auch in Florida, North Carolina, South Carolina, Mississippi und Michigan zu sehen. Während ihrer gesamten Karriere hielt sie mit der aktuellen Mode im Hausdesign Schritt und wechselte zum Design von Ranchhäusern, nachdem diese während und nach dem Zweiten Weltkrieg populär wurden. Die meisten ihrer Ranch-Entwürfe wurden in den 1950er Jahren ausgeführt. Die Leila Ross Wilburn Papers der Atlanta Historical Society dokumentieren über dreihundert von Wilburn gezeichnete Hauspläne und enthalten mehrere Planbücher sowie zahlreiche fotografische Negative. Wilburn war der 29. Architekt, der unter 188 registriert wurde, als der Staat Georgia 1920 eine Lizenz für ein Architekturbüro einführte.

## Ehrungen
1961 wurde Wilburn in die Society of American Registered Architects und 2003 in die Georgia Woman of Achievement als „eine der wegweisenden Architektinnen in den USA“ aufgenommen. Jedes Jahr vergibt Decatur den Leila Ross Wilburn Award an diejenigen, die sich durch Denkmalpflege auszeichnen.